# Romance Writers of America
Romance Writers of America (RWA) ist ein Schriftstellerverband, der 1980 in Houston, Texas, gegründet wurde, anfänglich mit 37 Mitgliedern. Der gemeinnützige Verein hat gegenwärtig (2006) weltweit ca. 9.500 Mitglieder (vorwiegend aus den USA und Kanada). Das Ziel ist die Unterstützung von Autoren moderner „Romance Novels“ (das ist ein besonders in Nordamerika verbreiteter Typus billig produzierter Liebesromane) und der Informationsaustausch zwischen ihnen.
Einmal jährlich findet im Sommer eine Konferenz in verschiedenen Städten der USA statt. Die mehr als 100 Workshops behandeln Themen wie Schreibstil, Pseudonymisierung, Vertragsrecht oder Deckblattgestaltung. Herausgeber und Redakteure nutzen die Gelegenheit, um nach neuen Talenten zu suchen.
Der Verband prämiert jedes Jahr zwei Preise: Den RITA Award für die hervorragendste veröffentlichte Liebesgeschichte, benannt nach der ersten Verbandspräsidentin Rita Clay Estrada. Und den Golden Heart Award für das beste unveröffentlichte Manuskript.
Der Verband gibt monatlich die Zeitschrift Romance Writers Report heraus.